# Daddy Day Care
Daddy Day Care (Grădinița lui Tăticu') este un film de comedie american din 2003 regizat de Steve Carr. Rolurile principale sunt interpretate de actorii Eddie Murphy și Jeff Garlin.

## Distribuție
- Eddie Murphy ca Charile Hinton
- Jeff Garlin ca Phil Ryerson
- Steve Zahn ca Marvin
- Regina King ca Kim Hinton
- Anjelica Huston ca Miss Gwyneth Harridan